# Bebådelsekatedralen, Josjkar-Ola
Bebådelsekatedralen, (ryska: Благовещенский собор/Blagovesjtjenskyj sobor) också kallad Katedralen för Bebådelsen av den Allraheligaste Theotokos eller Katedralen för Bebådelsen av Guds Allraheligaste Moder, är en rysk-ortodox katedral belägen i staden Josjkar-Ola i delrepubliken Marij El, i Ryssland.
Katedralen är helgad åt högtiden Jungfru Marie bebådelsedag och tillhör Josjkar-Olas stift.

## Historik
Den 29 oktober 2010 räknas som det datumet då katedralen började byggas. Den byggdes med hjälp av frivilliga donationer. 
2013 slutfördes byggandet av klocktornet och klockorna installerades.
I slutet av oktober 2014 restes ett kors på katedralen. 
Den 12 juni 2016 invigdes katedralen av rysk-ortodoxa kyrkans patriark, Kirill av Moskva. Den 29 december 2019 invigde metropolit Ioann av Josjkar-Olas och Mari den nedre kyrkan.

## Katedralen
Katedralen är korskupolformad och är byggd i rysk stil. Den har fem kupoler och klocktornet ligger på norra sidan. 
Katedralens höjd är 74 m och har plats för två tusen personer. Lite här och där på fasaden kan man se mosaiker. 

## Övrigt
Bredvid katedralen finns ett monument föreställande Jungfru Maria med Jesusbarnet och en skulptur föreställande ärkeängeln Gabriel.

## Bilder

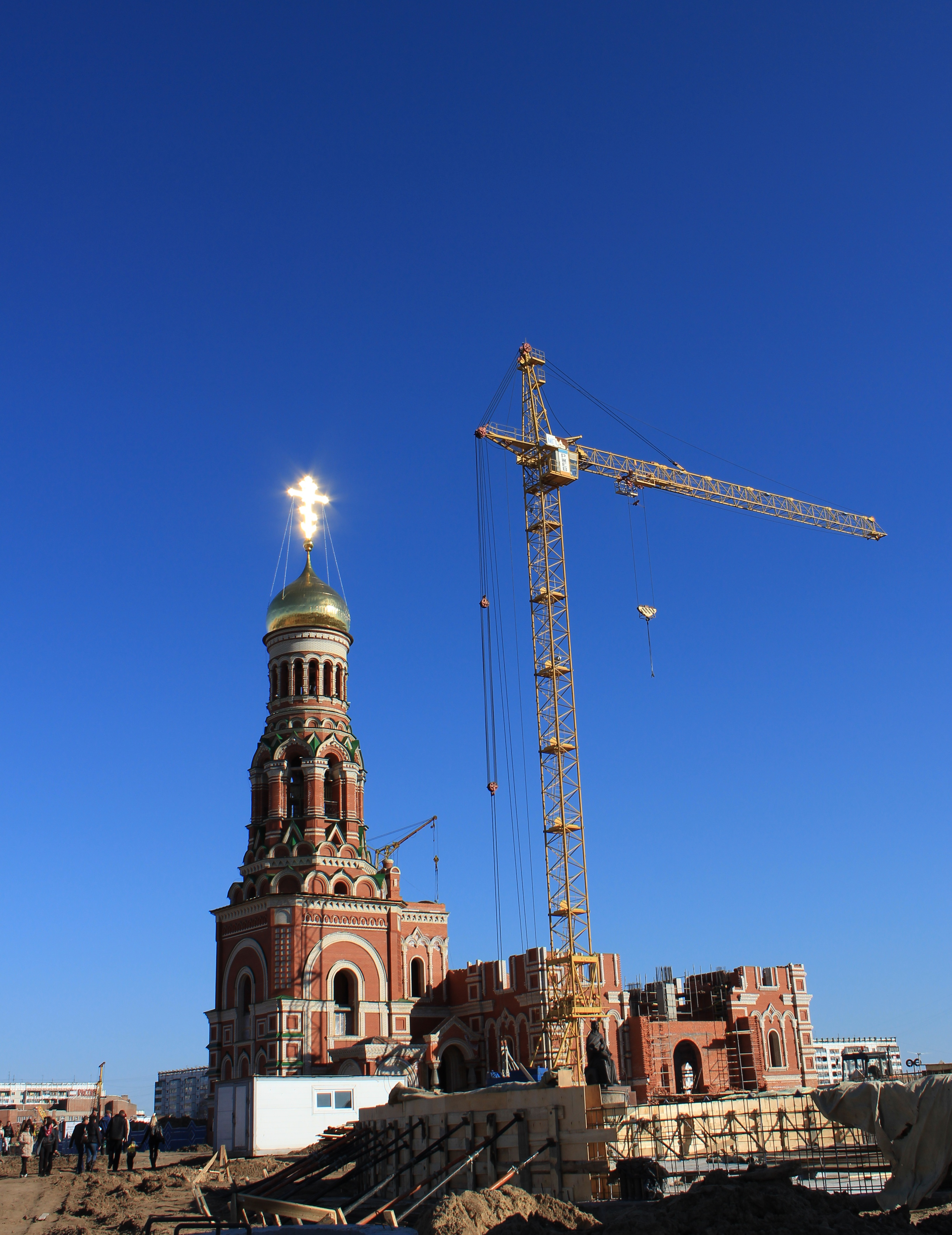
Katedralen under byggandet.
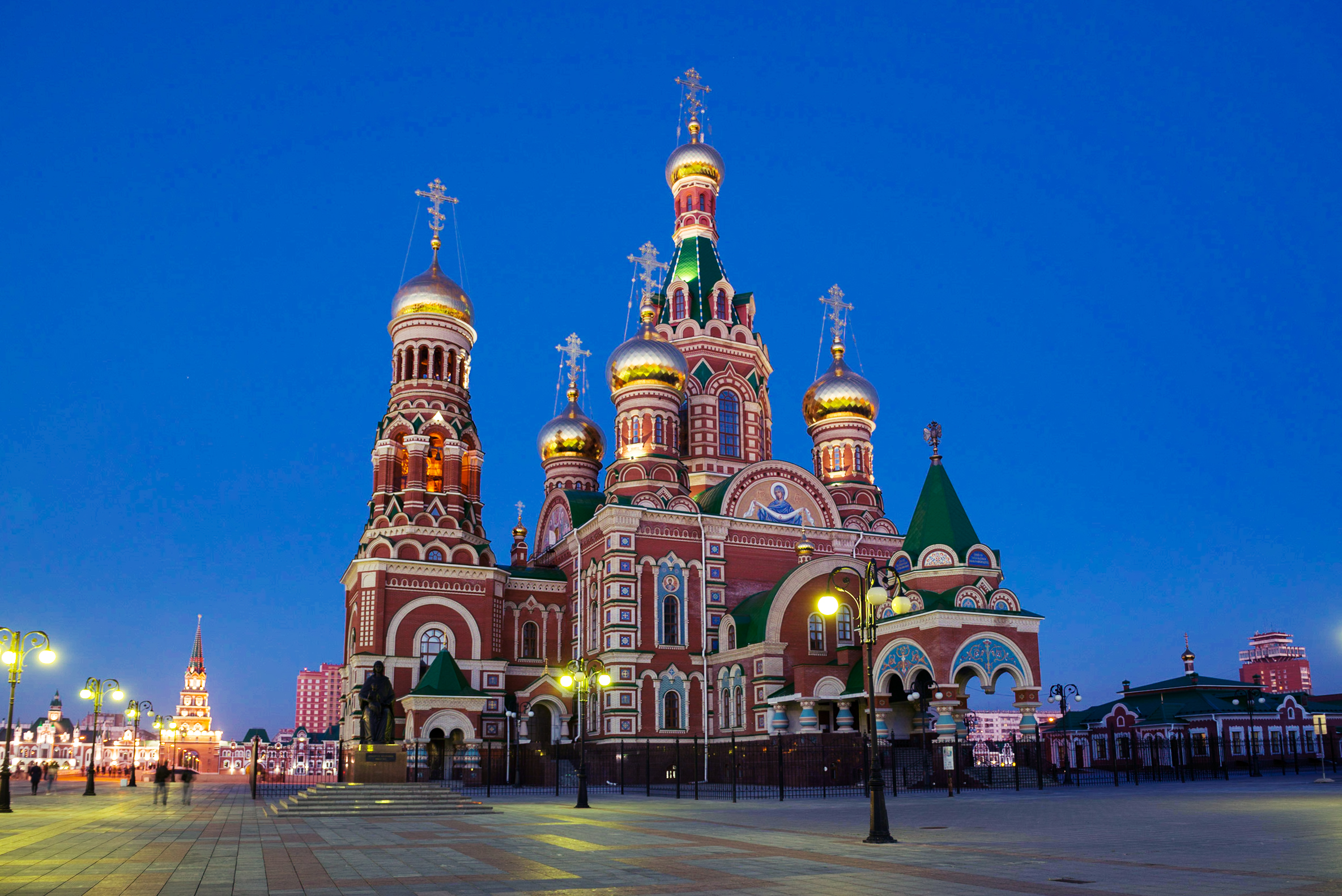
Katedralen under kvällstid.
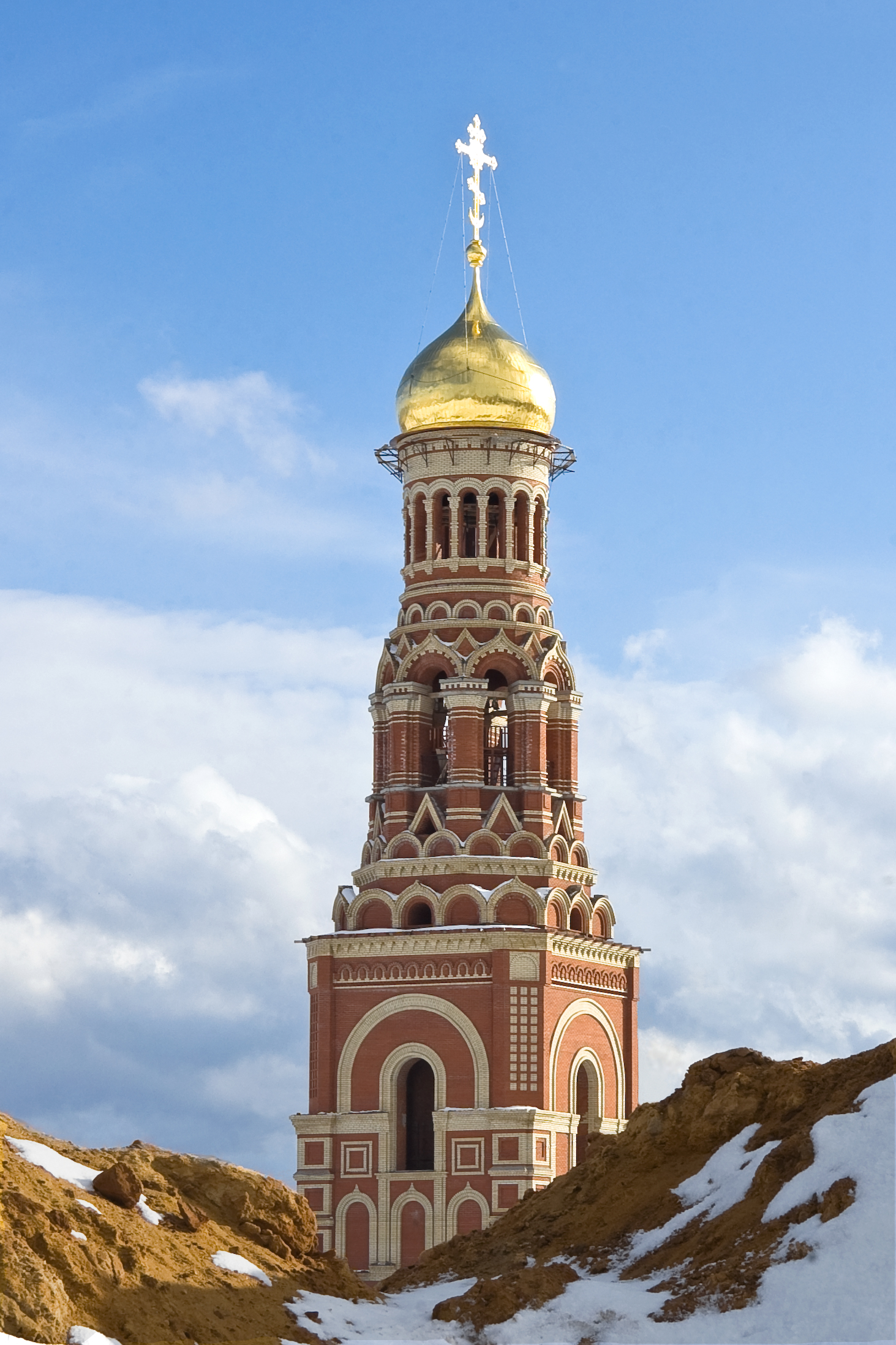
Klocktornet.